# Cobalto (sous-marin)
Le Cobalto est un sous-marin italien de la classe Platino (sous-classe de la Serie 600) utilisé par la Regia Marina pendant la Seconde Guerre mondiale.

## Conception et description
Les sous-marins de la classe Platino (également connu sous la classe Acciaio) est le dernier développement du type 600 comportant des améliorations par rapport à la série précédente, notamment en ce qui concerne les équipements et les aménagements internes, telles qu'une tourelle inférieure pour améliorer la stabilité et réduire la silhouette. Dans l'ensemble, même les bateaux de cette série donnent de bons résultats malgré toutes les limitations imposées par la mauvaise qualité des matériaux utilisés dans la construction en raison de difficultés d'approvisionnement, un défaut commun de la construction italienne de la période de la guerre.
Les sous-marins de la classe Platino ont été conçus comme des versions améliorées de la précédente classe Adua. Ils déplacent 697 tonnes en surface et 850 tonnes en immersion. Les sous-marins mesurent 60,18 mètres de long, ont une largeur de 6,44 mètres et un tirant d'eau de 4,78 mètres.
Pour la navigation de surface, les sous-marins sont propulsés par deux moteurs diesel de 700 chevaux (522 kW), chacun entraînant un arbre d'hélice. En immersion, chaque hélice est entraînée par un moteur électrique de 400 chevaux-vapeur (298 kW). Ils peuvent atteindre 14 nœuds (26 km/h) en surface et 7,3 nœuds (13,5 km/h) sous l'eau. En surface, la classe Platino possède une autonomie de 5 000 milles nautiques (9 300 km) à 8,5 nœuds (15,7 km/h), en immersion, elle a une autonomie de 80 milles nautiques (150 km) à 3 nœuds (5,6 km/h).
Les sous-marins sont armés de six tubes torpilles internes de 53,3 cm, quatre à l'avant et deux à l'arrière. Ils sont également armés d'un canon de pont de 100 mm pour le combat en surface. L'armement antiaérien léger varie et peut consister en une ou deux mitrailleuses de 20 mm ou une ou deux paires de mitrailleuses de 13,2 mm.

## Histoire
Le Cobalto est commandé pour le chantier naval de OTO à La Spezia en Italie. La pose de la quille est effectuée le 26 novembre 1940, le Cobalto est lancé le 20 août 1941 et mis en service le 18 mars 1942.
Après son entrée en service, il est affecté à Augusta en Italie).
Le Cobalto accomplit sa première mission offensive le 30 juillet 1942, dans les eaux surplombant l'île de La Galite ; il ne rencontre pas d'unités adverses.
Vers les 11-12 août 1942, il est envoyé, sous le commandement du tenente di vascello (lieutenant de vaisseau) Raffaele Amicarelli, au Nord des côtes tunisiennes, entre le Scoglio Fratelli et les bancs de Skerki. Il doit former, avec dix autres sous-marins, un barrage sous-marin pour s'opposer à un convoi britannique dirigé vers Malte dans le cadre de l'opération Pedestal: cette opération pour les italiens abouti à la bataille de la mi-août..
Le 12 août à 13 h 45, le sous-marin, tapi à une trentaine de milles nautiques au nord-est de La Galite, aperçoit 12 destroyers faisant partie de l'escorte d'une des formations britanniques engagées dans l'opération "Pedestal" à une distance comprise entre 18 000 et 20 000 mètres. Il remonte ensuite monté à la profondeur de 50 mètres et donne l'ordre d'attaquer la flotte britannique, en montant deux ou trois fois à la profondeur périscopique,.

Vers 14 heures, prêt à lancer des torpilles, il se rend à la profondeur du périscope et tourne vers le nord, mais aperçoit immédiatement, à 300 mètres, un destroyer qui se prépare à attaquer. L'explosion des premières grenades sous-marines lancées par les destroyers HMS Ithuriel (H05) et HMS Pathfinder (G10) ) le touche alors qu'il n'est encore qu'à 18 mètres, avec des dommages à la tourelle et aux gouvernails; puis il passe à 120 mètres de profondeur, et subit un second lancement de charges qui éteint le moteur tribord et cause divers autres dommages, parmi lesquels la destruction de l'équipement radio . Le Cobalto, malgré les tentatives de l'équipage pour l'arrêter de plonger, continue à couler, dérapant vers l'arrière, jusqu'à ce qu'à un certain moment, il se remet à remonter en dérapant de près de 90° sur bâbord,. 

Finalement, le sous-marin émerge et l'équipage se retrouve bloqué par les écoutilles déformées. L'avant et les écoutilles de la tourelle sont débloqués et les artilleurs courent vers leur canon pour essayer de réagir, mais le Ithuriel - qui se trouve à 300-350 mètres - commence à viser le Cobalto avec son canon et sa mitrailleuse, un tir frappe la tourelle ouvrant une grande entaille), puis essaye de l'éperonner,.
N'ayant plus rien d'autre à faire, l'équipage reçoit l'ordre de commencer les manœuvres de sabordage et d'abandonner le sous-marin. Peu de temps après, le Ithuriel heurte le sous-marin qui coule déjà avec la proue hors de l'eau et la poupe submergée sur le flanc droit. Pendant un court moment, les coques des deux navires restent coincées et cette fois, trois hommes du Cobalto montent à bord du Ithuriel au moyen de cordages jetés sur le pont, tandis que quatre marins britanniques sautent à bord du sous-marin. À 17 h 2, cependant, le Cobalt s'élève de la proue et coule. Le Ithuriel subit également de graves dommages sur son éperon .
Tout l'équipage est récupéré et fait prisonnier de guerre par le Ithuriel, à l'exception de deux hommes tués au combat : le lieutenant Giovanni Gardella et le marin Mario Volpe. Dans une tentative de capture du Cobalto, qui s'est mis à couler, deux marins anglais périssent.
Le Cobalto a effectué un total de trois missions de guerre, couvrant un total de 1 604 milles nautiques (2 970 km) en surface et 636 milles nautiques (1 180 km) en immersion.